# Enteropogon rupestris
Enteropogon rupestris là một loài thực vật có hoa trong họ Hòa thảo. Loài này được (J.A.Schmidt) A.Chev. mô tả khoa học đầu tiên năm 1935.